# سان أندريس دي لا بارسا
بلدية سانت أندريو دي لا بارسا (بالكاتالانية: Sant Andreu de la Barca) هي إحدى بلديات مقاطعة برشلونة، والتي تقع في منطقة كاتالونيا، شرق إسبانيا.
يبلغ عدد سكانها 25.743 نسمة وفقاً لإحصائية سنة (2007).